# Ernst Rösser
Ernst Rösser (* 11. Februar 1903 in Volkach; † 7. Dezember 1989 ebenda) war ein deutscher Theologe, Kirchenrechtler, Priester und Hochschullehrer.

## Leben
Ernst Rösser besuchte die Volksschule in Volkach, das Progymnasium in Kitzingen und das humanistische Neue Gymnasium in Würzburg, auf dem er 1922 das Abitur ablegte. Er studierte in Würzburg Medizin und Naturwissenschaften, Philosophie und Theologie sowie Rechtswissenschaften, später an der Päpstlichen Universität Gregoriana kirchliches Recht und auf der Humboldt-Universität Berlin Rechtswissenschaft, dort insbesondere die Geschichte des Kirchenrechts. Nachdem er zum Dr. theol. (Würzburg) und Dr. jur. can. promoviert worden war, habilitierte er sich 1937 an der Universität Würzburg.
Während seiner Studienzeit war Rösser bereits als Kaplan in mehreren Orten der Diözese Würzburg, als Assistent und Subregens am Bischöflichen Priesterseminar in Würzburg tätig. In seiner Studienzeit in Berlin war er Hausgeistlicher am dortigen Franziskus-Krankenhaus. Von 1942 bis 1945 war er Pfarrer in Kitzingen, danach Prosynodalrichter, Vizeoffizial und Offizial des Bischöflichen Ehegerichts Würzburg. 1940 wurde Rösser zum Dozenten für Kirchenrecht an der Universität Würzburg ernannt, 1945 zum Professor für Kirchenrecht an der Philosophisch-theologischen Hochschule Regensburg, an der er 1947 zum Rektor gewählt wurde.
Am 16. September 1947 wechselte Rösser als ordentlicher Professor für Kirchenrecht an die Universität Würzburg, an der er von 1948 bis 1950 Rektor und von 1952 bis 1953 Dekan der Theologischen Fakultät war, bis er 1971 emeritiert wurde. Eine Berufung an die Universität Freiburg im Breisgau lehnte er 1954 ab. Nebenbei war Rösser in den 1950er Jahren Vorsitzender der Hochschulverbandsgruppe und des Akademischen Auslandsamtes der Universität Würzburg und wurde 1958 zum päpstlichen Hausprälat ernannt. Von 1956 bis 1961 gehörte er dem Bayerischen Senat an.

## Schriften
- Göttliches und menschliches, unveränderliches und veränderliches Kirchenrecht von der Entstehung der Kirche bis zur Mitte des 9. Jahrhunderts. Untersuchungen zur Geschichte des Kirchenrechts mit besonderer Berücksichtigung der Anschauungen Rudolph Sohms. Schöningh, Paderborn 1934.
- Die gesetzliche Delegation (delegatio a iure). Rechtsgeschichtliche und rechtsdogmatische Untersuchung. Schöningh, Paderborn 1937.
- Kitzinger Pfarrchronik 1945. Fränkische Gesellschaftsdruckerei, Würzburg 1951.
- Wegweiser durch das katholische Deutschland mit Übersicht über die Weltkirche. Echter-Verlag, Würzburg 1958.
- Briefe Georg Anton Stahls, Bischofs von Würzburg von 1840 bis 1870, an Franz Georg Benkert. In: Würzburger Diözesangeschichtsblätter, Bd. 33 (1971), S. 139–261.